# Steeplechase (dostihy)

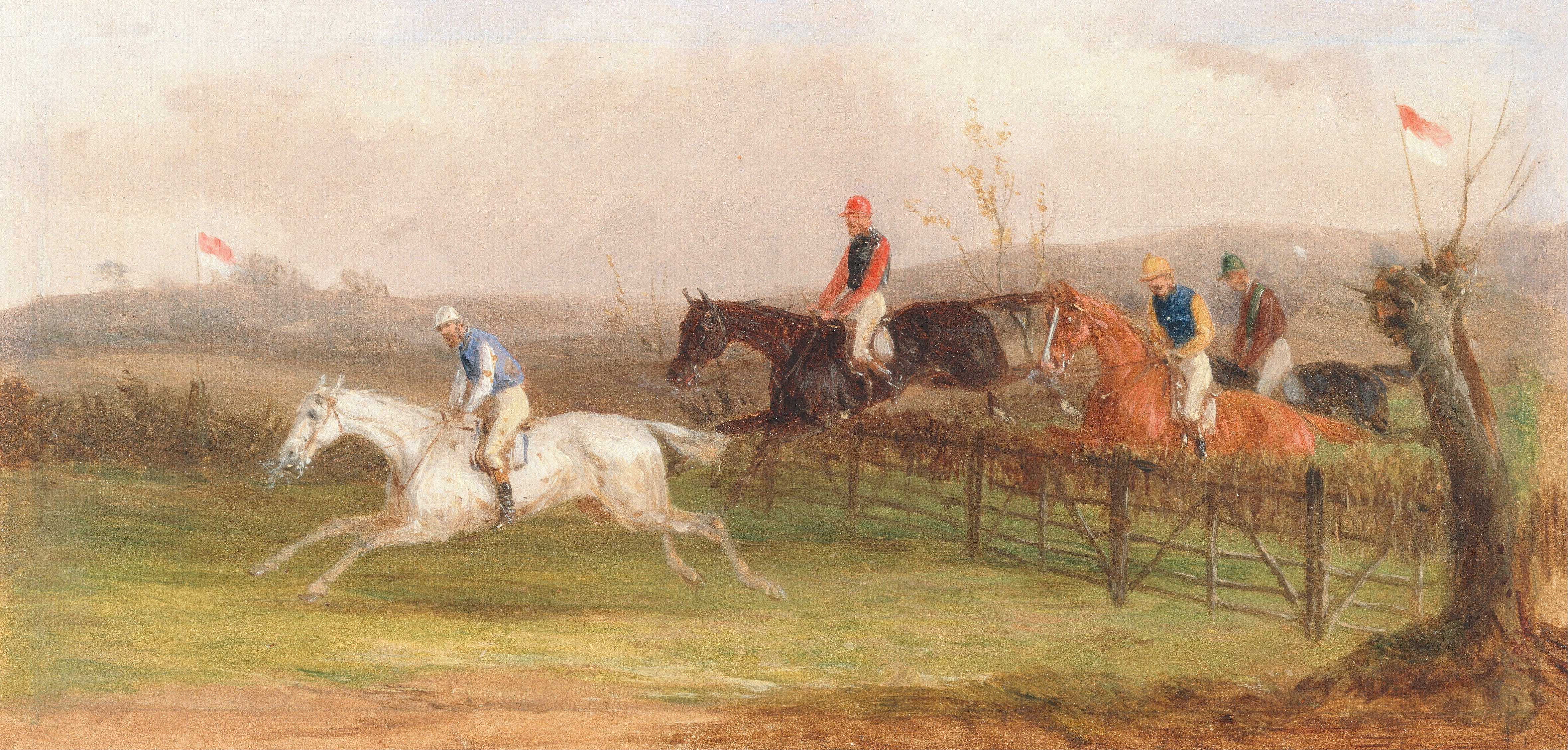
William Shayer: Steeplechasing: The Brook

Steeplechase je druh koňských dostihů konaný především v Irsku, Velké Británii, Kanadě, USA, Austrálii a Francii. Název je odvozen od prvních závodů, jejichž trať byla určená polohou kostelní věže a účastníci na ní museli skákat přes překážky a příkopy a vůbec v krajině překonávat rozličné přírodní překážky. Ve Velké Británii a v Irsku se dnes pro tento sport používá oficiální označení National Hunt racing, což je ekvivalent českého pojmu překážkové dostihy.
Překážkovými dostihy se dnes rozumí dostihy na určitou vzdálenost, v nichž se překonávají různé živé ploty a příkopy. Nejznámějším překážkovým dostihem je Velká národní (Grand National), která se každoročně běhá na závodišti v Aintree u Liverpoolu a byla založena v roce 1836. První oficiální ročník se však konal až o tři roky později.

## Historie
Steeplechase vznikla v 18. století v Irsku jako obdoba cross-country dostihů pro plnokrevníky. Její trať začínala a končila u věže kostela, z čehož byl odvozen název dostihu „steeplechase“: věž se anglicky řekne „steeple“ a „chase“ znamená honbu či pronásledování. První steeplechase prý v roce 1752 vzešla ze sázky mezi Corneliem O'Callaghanem a Edmundem Blakem, kteří závodili napříč krajinou na čtyřmílové trati (6 km) vedoucí od evangelického kostela v Buttevantu ke kostelu Panny Marie v Doneraile v irském hrabství Cork. Popis tohoto dostihu prý býval v knihovně rodu O'Brienů na zámku Dromoland. Na začátku se většina steeplechase neběhala na dráze, ale v krajině a připomínaly anglické cross-country, jak je známe dnes.
První doložená steeplechase na speciálně připravené dráze s překážkami byla uspořádána v roce 1810 v Bedfordu, ačkoli jeden dostih se běžel na mílové trati (1600 m) se 150centimetrovými překážkami z břeven na každé čtvrtmíli již v roce 1794 na dráze v Newmarketu. První oficiálně uznaná English National Steeplechase („Anglická národní steeplechase“) se konala v pondělí 8. března 1830. Trať 4 míle (6,4 km) dlouhého dostihu, který v hrabství Bedfordshire uspořádal Thomas Coleman ze St Albans, vedla z části Harlingtonu zvané Bury Orchard k obelisku v Wrest Parku. Vítězem se v čase 16 min. 25 s stal kapitán Macdowall v sedle koně The Wonder, jehož majitelem byl lord Ranelagh. Zpráva o této události vyšla v následném květnovém a červencovém vydání časopisu Sporting Magazine.

## Dostihy pořádané ve světě

### Statistika
Počet překážkových dostihů podle zemí v roce 2008.
- Spojené království: 3362[2]
- Francie: 2194
- Irsko: 1434
- USA: 200
- Austrálie: 146
- Japonsko: 132
- Nový Zéland: 129
- Německo: 58

### Velká Británie a Irsko
V těchto dvou zemích dohromady se pořádá přes 50 % všech překážkových dostihů na světě, což například v roce 2008 znamenalo 4 800 uspořádaných steeplechase. Pro překážkové dostihy se ve Velké Británii a Irsku užívá oficiální pojem National Hunt racing.

### Francie
Obdobnou podobu jako ty britské a irské mají překážkové dostihy i ve Francii, ale existuje zde několik podstatných rozdílů. Proutěné překážky se nedají rozložit, ale podobají se spíše malým steeplechase skokům, tedy překážkám zhotoveným ze svázaných větví podepřených v určitém úhlu. Steeplechase často obsahují překážky zvané bullfinch – velké živé ploty vysoké až 2,4 m, které koně musí spíše proskočit než poctivě přeskočit. Ve Francii se pořádá i hodně cross-country dostihů, ve kterých koně musí vyskakovat na valy a seskakovat z nich, cválat vodou, překonávat kamenné zdi i obvyklé steeplechase skoky.
Zatímco ve většině zemí je pro překážkové dostihy používán skoro výhradně anglický plnokrevník, překážky ve Francii běhá i hodně koní označovaných jako AQPS (Autre Que Pur Sang – „neplnokrevný“), plemeno vyšlechtěné ve Francii křížením anglického plnokrevníka s jezdeckými koňmi a místními plemeny. Asi nejznámějším francouzským závodištěm, kde se konají překážkové dostihy, je pařížské Auteuil.

### Česká republika
Velká pardubická je jednou z nejdelších steeplechase v Evropě. Její první ročník se konal 5. listopadu 1874 a s několika výjimkami se od toho roku konala každý rok.